# Czerwień teksańska
Czerwień teksańska (czerwień teksaska, TR) – organiczny związek chemiczny, czerwony barwnik fluorescencyjny używany w histologii, zwykle po sprzęgnięciu z odpowiednimi przeciwciałami, do barwienia preparatów tkankowych. Czerwień teksańska jest pochodną (chlorkiem sulfonylowym) sulforodaminy 101. Używa się jej w technice FACS, ilościowej reakcji łańcuchowej polimerazy, mikroskopii fluorescencyjnej i immunohistochemii.
Barwnik ten jest wzbudzany światłem o długości fali około 595–605 nm (mniej efektywnie laserem kryptonowym przy 567 nm). Maksimum emisji wypada przy 615 nm (kolor czerwony). Jest to dość jasny barwnik, wobec czego dobrze nadaje się do wykrywania nawet słabo eksprymowanych antygenów.
Czerwień teksańską stosuje się też jako marker białek, które łatwo tworzą koniugaty z grupami chlorkowo-sulfonylowymi tego fluroforu. Skoniugowane z nim białka mogą następnie być używane jako znacznik wybranych obszarów tkanki lub komórki. Na tej samej zasadzie sprzęga się ten barwnik z przeciwciałami, które wiążąc antygen, znakują wybrany na podstawie ich specyficzności obszar preparatu.
Ponadto czerwień teksańska może być dodawana jako fluorofor do wielu innych typów cząsteczek:
- doczepiona do odpowiedniego fragmentu DNA lub RNA może służyć jako fluorofor sond molekularnych typu molecular beacon w metodzie ilościowej reakcji łańcuchowej polimerazy
- jako sonda wykrywająca daną sekwencję, na przykład na chromosomie.

Możliwe jest też używanie tego barwnika w połączeniu z innymi barwnikami fluorescencyjnymi (np. w technice FRET) – często używa się połączenia z R-fikoerytryną (PE-TR).